# Iona Wynter
Iona Wynter (Londen, 21 januari 1968) is een Jamaicaans triatlete uit Kingston. Ze werd in 1999 triatlonkampioene van Midden-Amerika en de Caraïben.
Wynter deed in 2000 mee aan de eerste triatlon op de Olympische Zomerspelen van Sydney. Ze behaalde een 34e plaats in een tijd van 2:10.24,69.
In 2006 deed ze mee aan Gemenebestspelen en behaalde een 8e plaats bij het wielrennen.
Ze studeerde als Franse- en Engelse taalwetenschappen en heeft een graad als vertaler.

## Titels
- Centraal-Amerikaans en Caribisch kampioene triatlon: 1999

## Palmares

### triatlon
- 1995: 48e WK olympische afstand in Cancún - 2:14.25
- 1996: DNF WK olympische afstand
- 1997: 53e WK olympische afstand
- 1998:  Newport Beach Triathlon
- 1998:  Kamaishi International Triathlon
- 1998:  Valle de Bravo International Triathlon
- 1999: 50e WK olympische afstand in Montreal - 2:06.09
- 1999: 13e Pan-Amerikaanse Spelen in Winnipeg - 2:07.29
- 2000: 34e Olympische Spelen van Sydney -2:10.24,69
- 2000: 20e ITU wereldbekerwedstrijd in Toronto
- 2000: 16e ITU wereldbekerwedstrijd in Corner Brook

### wielrennen
- 2006: 8e Gemenebestspelen (wielrennen) 2006